# Conospermum wycherleyi
Conospermum wycherleyi (лат.) — кустарник, вид рода Коноспермум (Conospermum) семейства Протейные (Proteaceae), эндемик Западной Австралии. Цветёт с июля по ноябрь кремово-белыми цветками.

## Ботаническое описание
Conospermum wycherleyi — кустарник высотой до 50 см в вегетативном состоянии и до 1,1 м при цветении. Листья более или менее собраны у основания соцветия, плотные, от ланцетных до лопатовидных, 2-13 см длиной, 3-21 мм шириной, восходящие, от гладких до бархатистых; вершина острая; средняя и 2 боковые жилки приподняты. Соцветие — метёлка из удлинённых колосьев; цветоносный побег 19-57 см длиной, белый, шелковисто-бархатистый, иногда гладкий; прицветники 3-8,5 мм длиной, 2,4-6 мм шириной; вершина остроконечная, тёмно-коричневая, гладкая. Околоцветник белый, пушистый; трубка длиной 2-5,5 мм; верхняя губа яйцевидной формы, длиной 2,25-3,5 мм, шириной 1,5-2,5 мм, цлегка опушённая, с более или менее загнутой вершиной; нижняя губа объединена на 1,5-2,5 мм. Плод — орех 3-3,2 мм длиной, 2,5-2,75 мм шириной, кремового цвета, опушённый; волоски по окружности длиной до 2,5 мм от кремового до оранжевого цвета; центральный пучок длиной 2,5-3 мм, оранжево-кремовый.
Описано два подвида:
- Conospermum wycherleyi subsp. glabrum, листья от опушённых до редко-опушённых; прицветники длиной 3-8,5 мм[3].
- Conospermum wycherleyi subsp. wycherleyi, листья от гладких до шелковистых; прицветники длиной 3-3,8 мм[4].

## Таксономия
Впервые этот вид был описан в 1995 году Элеонорой Марион Беннетт во Flora of Australia по образцу, собранному К. Гарднером близ реки Эниабба.

## Распространение и местообитание
C. wycherleyi — эндемик Западной Австралии. Встречается на песчаных равнинах вдоль западного побережья в округах Средне-Западный и Уитбелт в Западной Австралии, где растёт на песчаных почвах поверх латерита.